# Mimosaperdopsis apiculata
Mimosaperdopsis apiculata là một loài bọ cánh cứng trong họ Cerambycidae.